# Paul Ryan (Künstler)
Paul Ryan (* 1943 in New York City; † 17. Dezember 2013 in Solebury, Pennsylvania) war ein US-amerikanischer Videokünstler.

## Leben und Werk
Ryan absolvierte den Bachelor an der New York University und erlangte anschließend den Master an der Fordham University. Er studierte bei Marshall McLuhan. Paul Ryan lehrte an der The New School. Ryan’s Arbeit wurde 1969 auf der bahnbrechenden Ausstellung TV as a Creative Medium in der Howard Wise Gallery in New York gezeigt. Weitere Teilnehmer waren Nam June Paik, Charlotte Moorman, Ira Schneider, Frank Gillette und Eric Siegel. Ryan war Mitglied des Raindance media collective.

„Seit 1971 konzentriere ich mich in meiner Arbeit auf zwischenmenschliche Beziehungen und das Verhältnis der Menschen zu Ökosystemen. Die Ergebnisse sind Threeing (1976) und the Earthscore Notation (1991) – beides Strategien, die das Überleben der Menschheit sichern sollen. Threeing schiebt der Dynamik des „Zwei gegen einen“ einen Riegel vor und stabilisiert ein bisher nicht gekanntes Maß an Zusammenarbeit zwischen drei oder mehr Personen. Earthscore erzeugt eine gemeinsame Wahrnehmung von Umweltrealitäten.“

## Filmografie (Auswahl)
- 1985–1986: Coast of Cape Ann / Ecochannel Design
- 1988–1999: Five Waterfalls
- 1989: Nature in New York City
- 2002: Digital Whitewater
- 2002: Red Rock Falls
- 2005: Bow Falls
- 2005: Coastal Chreods
- 2005: Five Songs of the Sea
- 2005: Rockweed Paintings
- 2005: Stationed on a Stone